# رقمة سرخسية الأوراق
الرقمة سرخسية الأوراق (باللاتينية: Erodium trichomanifolium) نوع نباتي يتبع جنس الرقمة من الفصيلة الغرنوقية.

## الموئل والانتشار
موطنها بلاد الشام وتركيا وأرمينيا وجورجيا.

## مرادفات للاسم العلمي
- (باللاتينية: Erodium amanum Boiss. & Kotschy)
- (باللاتينية: Erodium birandianum Ilarsan & Yurdakulol)
- (باللاتينية: Erodium leucanthum Boiss.)
- (باللاتينية: Erodium olympicum Gemici & Leblebici [non Clementi 1855])